# FC Atert Bissen
FC Atert Bissen is een Luxemburgse voetbalclub uit de gemeente Bissen. De thuiswedstrijden worden gespeeld in het nieuw gebouwde Terrain ZAC Klengbousbierg uit 2019. De traditionele kleuren van de club zijn geel en zwart. 

## Geschiedenis
De club werd officieel opgericht op 2 juni 1945 maar heeft een historie die teruggaat tot 1917. Dat jaar werd in Bissen FC Jeunesse opgericht, maar die club stopte in 1923. Daarna speelde er tussen 1929 en 1934 ook een club uit de gemeente onder de naam Red Star, maar die club werd al snel opgedoekt. In 1942 werd FC 42 Bissen opgericht, die sinds 1945 onder de naam FC Atert Bissen speelt.
In 2007, 2016 en 2018 werd de club kampioen in de 1. Divisioun. Het verblijf in de Éirepromotioun was echter steeds van korte duur. In het toernooi om de Luxemburgse voetbalbeker werd in het seizoen 2012/13 de kwartfinale gehaald. Toen werd tegen FC Differdange 03 met 0-2 verloren.
In 2025 werd via een 1-0 zege in de promotie-/degradatiewedstrijd tegen SC Bettembourg promotie naar het hoogste niveau bewerkstelligd.
Het vrouwenteam werd in 1973 en 1974 landskampioen. In het seizoen 2017/18 werd het team dat als Entente Lintgen-Bissen speelde halverwege het seizoen teruggetrokken uit de hoogste klasse. 